# Castellot (Aragó)
Castellot (en castellà i oficialment Castellote, en aragonès Castellot) és un municipi aragonès, situat a la comarca del Maestrat aragonès a la província de Terol, que té una extensió de 233,19 km².

## Població
Té, segons el cens de l'INE (2009), 824 habitants, que viuen de l'agricultura, la ramaderia, les mines i el turisme. És cap de partit judicial i abans ho havia estat de la comanda hospitalera de la Castellania d'Amposta del mateix nom.

## Entorn
Està situat en un enclavament pintoresc, en un turó coronat per un castell templer enrunat durant les Guerres carlines i restaurat el 2011 (Castell de Castellot). La carretera entra en el poble travessant un túnel que forada la impressionant paret rocosa del castell. A l'entrada del túnel es troba el paratge Llovedor amb l'Ermita del Llovedor. El dit castell, fou una de les últimes fortaleses templeres en caure, per ordre del rei en Jaume II, concretament el 2 de novembre de 1308.

## Estructura urbana
Destaca el conjunt urbà de carrers estrets i costeruts, amb un eixample al voltant de la carretera. L'església de San Miguel, l'Ermita de la Virgen del Agua, l'Ermita de San Macario, l'Ajuntament amb portals i algunes cases amb blasons són els monuments més importants.

## Nuclis de població
En el gran terme municipal es troben nombroses entitats de població que han tingut rellevància al passat. Les que resten poblades són Abenfigo, Las Planas de Castellote, Los Alagones, Las Cuevas de Cañart, Ladruñan i els seus barris de El Crespol i La Algecira, Dos Torres de Mercader i Luco de Bordón. Despoblats o pràcticament despoblats hi ha els nuclis i els masos de El Alconzal, El Huergo, El Mas de Blasco, El Mas de Ricol, Torremocha (Terol), Perojil, el Mas de Soler, el Mas de Lej, El Higueral, El Latonar entre d'altres. Alguns van ser inundats per les aigües de l'Embassament de Santolea com el mateix poble de Santolea que fou abandonat i derruït després de construir-lo.